# Enar Jääger
Enar Jääger   (Kohila, 18 de novembre de 1984) és un futbolista estonià de la dècada de 2010.
Fou 126 cops internacional amb la selecció d'Estònia.
Pel que fa a clubs, defensà els colors de FC Torpedo Moscou, Ascoli Calcio, Lierse SK, i Vålerenga.